# The Traveling Salesman
The Traveling Salesman é filme estadunidense de 1921, do gênero comédia, dirigido por Joseph Henabery, com roteiro de Walter Woods baseado na peça teatral The Traveling Salesman: A Comedy in Four Acts, de James Forbes.